# Christopher Lambert
Christopher Lambert (født 29. marts 1957) er en amerikanskfødt fransk skuespiller som fik sit store gennembrud i 1986 som hovedrolleindehaver i den britisk-amerikanske kultfilm Highlander og dens opfølgere.

## Baggrund
Lambert blev født i New York hvor faren var fransk diplomat for FN. Da han var to år flyttede familien til Genève i Schweiz og boede der indtil han og familien vendte til Paris da han var 16 år.

## Karriere
Lambert filmdebuterede i 1979 via en lille birolle i den franske film Ciao, les mecs. I begyndelsen af 1980'erne medvirkede han i en del relativt ukendte franske film før han i 1984 fik hovedrollen som Tarzan i den britiske eventyrfilm Greystoke: Legenden om Tarzan, Abernes herre. Året efter havde han en central rolle i den franske dramathriller Subway før han i 1986 vakte stor opsigt i rollen som Connor MacLeod i den britisk-amerikanske fantasyfilm Highlander. Han havde også samme rolle i to opfølgere i 1990'erne samt tv-serien.
Han blev i 1986 tildelt Césarprisen for sine præstationer i Subway.

## Personlige forhold
Lambert var gift med Diane Lane fra 1988 til 1994 og har en datter sammen med hende (f. 1993). Han har siden 2007 dannet par med skuespilleren Sophie Marceau, der i Danmark er bedst kendt for sin rolle som Elektra King i James Bond-filmen The World Is Not Enough fra 1999.
Lambert regnes som en nær ven af Mario Van Peebles og Sean Connery.